# Parafia Świętej Rodziny w Pile
Parafia pw. Świętej Rodziny w Pile – rzymskokatolicki parafia należąca do dekanatu Piła, diecezji koszalińsko-kołobrzeskiej, metropolii szczecińsko-kamieńskiej. Erygowana została w 1945 roku przy kościele Świętej Rodziny. Siedziba parafii mieści się w Pile. Parafia jest kontynuatorką parafii pw. Najświętszej Maryi Panny i św. Jana Chrzciciela.

## Historia

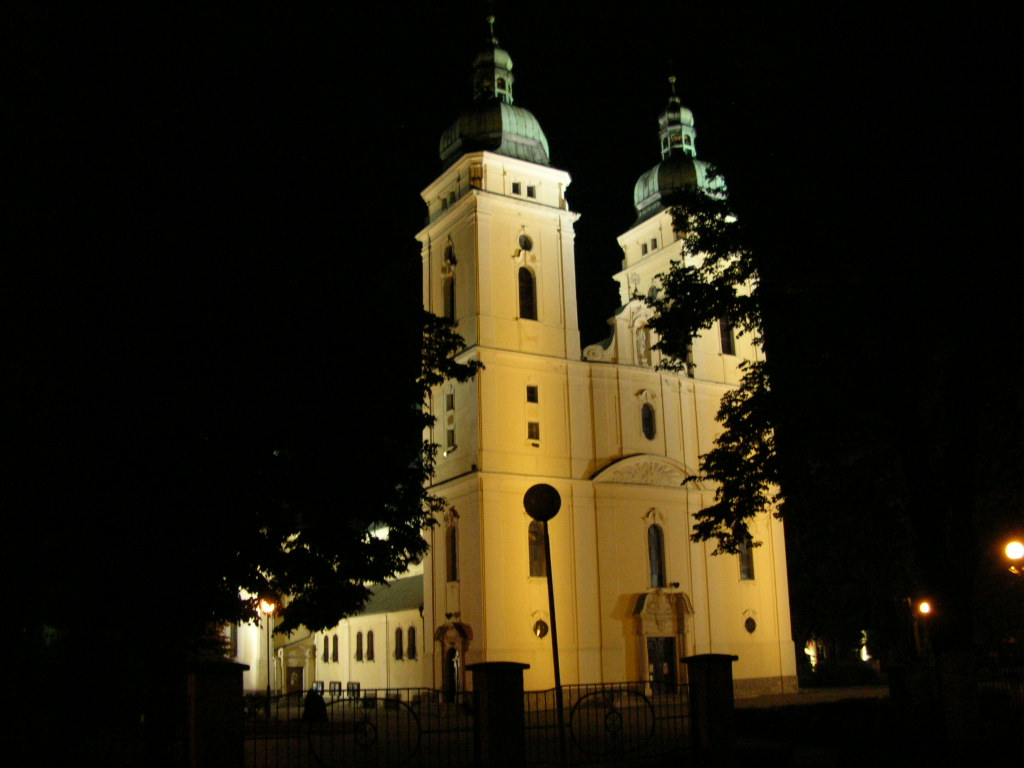
Kościół św. Rodziny nocą

Kościół Świętej Rodziny wspomniany jest w 1380 roku i 1449 r. jako kościół drewniany pw. NMP i św. Jana Chrzciciela

### Kościół parafialny
Kościół pw. Świętej Rodziny w Pile
Kościół pw. Świętej Rodziny w Pile (czwarty) - obecny kościół został zbudowany w latach 1912-1914 w stylu neobarokowym, w formie krzyża. Został poświęcony 6 grudnia 1915 r. i początkowo służył jako kościół pomocniczy. Od 1945 jest kościołem parafialnym. 14 czerwca 1969 został konsekrowany przez bpa Wilhelma Plutę z Gorzowa Wlkp.

### Dawniej posiadane lub użytkowane przez parafię świątynie
- Kościół pw. św. Wojciecha, św. Stanisława i św. Marcina (pierwszy)
- Kościół pw. Najświętszej Maryi Panny i św. Jana Chrzciciela (drugi)

W 1619 r. zbudowany został nowy kościół drewniany przez królową Konstancję, żonę Zygmunta III i podniesiony do godności kolegiaty. W 1628 r. po pożarze miasta odbudowano kościół wraz z prezbiterium z cegły palonej, w gotyku nadwiślańskim. W 1726 r. odbudowano nawę z cegieł, w 1844 kościół został odrestaurowany i odbudowano dwie wieże. Liczył on 34 m długości i 17 m szerokości, był tylko poświęcony. 
- Kościół pw. Świętych Janów Chrzciciela i Ewangelisty (trzeci)

Gdy od 1926 Niezależna Prałatura Pilska obrała siedzibę w Pile, prałat tej jednostki kościelnej został proboszczem parafii, a kolegiatę podniesiono do godności prokatedry. W 1945 kościół został zniszczony. Wypalone mury po trzech próbach odbudowy zostały wyburzone.

## Inne budowle parafialne i obiekty małej architektury sakralnej

### Plebania
Plebania, będąca hipoteczną własnością Towarzystwa Salezjańskiego, została wybudowana w latach 1969-1972. W latach 1981–1986 dobudowano do niej nowe skrzydło, w którym mieści się Inspektorat Zgromadzenia Salezjańskiego i dom katechetyczny.

## Działalność parafialna

### Zgromadzenia zakonne

#### Salezjanie
Placówka duszpasterska w Pile została powierzona Zgromadzeniu Salezjańskiemu w 1946 r. przez ówczesnego administratora apostolskiego w Gorzowie Wlkp. Edmunda Nowickiego. Pierwszym salezjaninem, który pracował w Pile był ks. Józef Wróbel. 7 lipca 1977 r. erygowano tu dom zakonny pw. św. Rodziny, który podlega pod Inspektorię Świętego Wojciecha.
W parafii przez wiele lat pracował ks. Henryk Jacenciuk, pierwszy prowinciał Inspektorii św. Wojciecha.

## Duszpasterze

### Proboszczowie od 1945
- 1945-1949 – Józef Wróbel
- 1949-1951 – Alojzy Malewski
- 1951-1959 – Stanisław Halagiera
- 1959-1964 – Wincenty Zaleski
- 1964-1972 – Jan Cybulski
- 1972-1979 – Zdzisław Weder
- 1979-1988 – Stanisław Styrna
- 1988-1992 – Władysław Kołyszko
- 1992-1994 – Lech Kasperowicz
- 1994-1995 – Bernard Duszyński
- 1995-2005 – Stanisław Skopiak
- 2005-2010 – Gwidon Ekert
- 2010-2019 – Zbigniew Hul
- 2019-nadal - Kazimierz Chudzicki